# Ребра (Румунія)
Ребра (рум. Rebra) — комуна у повіті Бистриця-Несеуд в Румунії. До складу комуни входить єдине село Ребра.
Комуна розташована на відстані 344 км на північ від Бухареста, 21 км на північ від Бистриці, 91 км на північний схід від Клуж-Напоки.

## Населення
За даними перепису населення 2002 року у комуні проживали 3047 осіб.
Національний склад населення комуни:
| Національність | Кількість осіб | Відсоток |
| -------------- | -------------- | -------- |
| румуни         | 3045           | 99,9%    |
| німці          | 2              | 0,1%     |

Рідною мовою назвали:
| Мова      | Кількість осіб | Відсоток |
| --------- | -------------- | -------- |
| румунська | 3045           | 99,9%    |
| німецька  | 2              | 0,1%     |

Склад населення комуни за віросповіданням:
| Релігія        | Кількість осіб | Відсоток |
| -------------- | -------------- | -------- |
| православні    | 2104           | 69,1%    |
| п'ятдесятники  | 729            | 23,9%    |
| адвентисти     | 174            | 5,7%     |
| не релігійні   | 3              | 0,1%     |
| греко-католики | 2              | 0,1%     |
| атеїсти        | 2              | 0,1%     |

## Зовнішні посилання
- Дані про комуну Ребра на сайті Ghidul Primăriilor [Архівовано 9 серпня 2012 у Wayback Machine.]